# Коблов, Григорий Петрович
Григорий Петрович Коблов (15 сентября 1898, Александров Гай, Самарская губерния, Российская империя — 29 февраля 1988, Москва, СССР) — советский военачальник-кавалерист, гвардии генерал-майор (03.06.1944).

## Биография
Родился 15 сентября 1898 года в слободе Александров Гай (ныне районный центр в Саратовской области) в семье крестьянина. Русский.
До службы в армии работал подручным продавца, помощником шофера и шофером у торговца-банкира Т. Е. Сошникова в слободе Александров Гай.

## Военная служба

### Первая мировая война
3 февраля 1917 года был призван на военную службу и в апреле зачислен в 152-й пехотный запасной полк в городе Белебей Уфимской губернии. В июне с маршевой ротой направлен на фронт в 32-й пехотный полк. И начале октября за отказ идти в наступление направлен с фронта в распоряжение новоузенского воинского начальника, а оттуда зачислен рядовым в 247-й пехотный запасной полк. В начале января 1918 года демобилизован.

### Гражданская война
В мае 1918 года вступил в 1-й Каракалпакско-Киргизский партизанский советский отряд, находившийся в это время в с. Савинка Астраханской губернии Участвовал в подавлении антисоветских выступлений казаков в губернии, в июле убыл из отряда по болезни в госпиталь. По выздоровлении устроился работать счетоводом в Новоузенский уездный продовольственный комиссариат.
В августе 1919 года добровольно вступил в РККА и был зачислен в отдельный Киргизский конноверблюжий запас Киргизского краевого военкомата. В начале августа 1920 года переведен в 1-й Киргизский кавалерийский дивизион в город Оренбург, где проходил службу красноармейцем, политбойцом, политруком взвода, секретарем военкома дивизиона. Член РКП(б) с 1920 года.

### Межвоенные годы
В августе 1921 года направлен в город Ташкент на 15-е Верненские кавалерийские курсы (Троицкие лагеря), через две недели переведен в Москву в 1-ю объединенную военную школу им. ВЦИК. В период обучения вместе с другими курсантами осуществлял охрану Кремля, отвечал за безопасность Председателя Совета народных комиссаров РСФСР Владимира Ильича Ленина. После смерти Ленина и возведения по проекту академика А. В. Щусева первого — временного — деревянного Мавзолея, 27 января 1924 год в 16 часов в паре с курсантом Арсентием Кашкиным стал первым красноармейцем, заступившим на Пост № 1.
В сентябре 1924 года окончил вышеназванную военную школу и был назначен командиром взвода в 43-й Ирбитский кавалерийский полк 3-й отдельной кавалерийской бригады СКВО, дислоцировавшийся в станице Кавказская. В июле 1925 года направлен в 88-й кавалерийский полк 11-й кавалерийской дивизии в город Армавир, где проходил службу командиром эскадрона и помощником начальника школы. С октября 1927 года исполнял должности помощника начальника штаба и врид начальника штаба этой же дивизии. В октябре 1930 года назначен помощником начальника 1-й части штаба 10-й Майкопской кавалерийской дивизии.
В сентябре 1931 года зачислен слушателем Военной академии РККА им. М. В. Фрунзе. По окончании ее в мае 1936 года направлен начальником 1-й части штаба 29-й кавалерийской дивизии БВО (г. Осиповичи), однако в должность не вступил и был зачислен в распоряжение Разведывательного Управления Генштаба Красной армии.
С июля 1936 года по август 1938 года находился в командировке в Западном Китае в войсках Чан Кайши на должности старшего инструктора кавалерийского полка, за боевые отличия награжден орденом Красной Звезды. По возвращении в СССР в августе 1938 года был назначен преподавателем кафедры конницы Военной академии РККА им. М. В. Фрунзе.
В октябре 1940 года зачислен слушателем Академии Генштаба РККА.

### Великая Отечественная война
В начале войны в июле 1941 года полковник Коблов был выпущен из академии и назначен начальником штаба 29-й отдельной кавалерийской дивизии ОрВО. С 4 октября дивизия, войдя в состав Брянского фронта, участвовала в Орловско-Брянской оборонительной операции. С 26 октября прикрывала выход из окружения войск 3-й армии. С 31 октября в составе 3-й армии вела бои на ефремовском направлении. Понеся большие потери, была выведена в резерв Юго-Западного фронта.
С 5 декабря 1941 года исполнял должность начальника штаба 8-го кавалерийского корпуса. Его соединения и части в составе войск Брянского фронта активно вели боевые действия в районе городов Елец и Дивны, участвовали в битве под Москвой. В течение весны 1942 года корпус действовал вместе с частями 16-го танкового корпуса и 340-й стрелковой дивизии на воронежском направлении, успешно вел оборонительные бои западнее города Воронеж.
С июня полковник Коблов — инспектор кавалерии Воронежского, а с октября — Юго-Западного фронтов. В этих должностях принимал участие в Воронежско-Ворошиловградской оборонительной операции, Сталинградской битве, Острогожско-Россошанской наступательной операции и наступлении в Донбассе. За успешное выполнение заданий командования он был награжден двумя орденами Красного Знамени.
С 1 ноября 1943 года полковник Коблов вступил в командование 14-й гвардейской кавалерийской дивизии и воевал с ней до конца войны. В составе войск 7-го гвардейского кавалерийского корпуса Белорусского, а с 16 апреля 1944 г. — 1-го Белорусского фронтов дивизия участвовала в битве за Днепр, Черниговско-Припятской наступательной операции, в боях на плацдарме на реке Днепр в районе Лоева, Гомельско-Речицкой, Калинковичско-Мозырской наступательных операциях, в наступательных и оборонительных боях юго-западнее города Ковель, Белорусской, Люблин-Брестской, Варшавско-Познанской, Висло-Одерской, Восточно-Померанской, Берлинской наступательных операциях. Приказом ВГК от 15 января 1944 года дивизии как отличившейся в боях с немецкими захватчиками за освобождение город Мозырь, было присвоено почетное наименование «Мозырская». За образцовое выполнение заданий командования в боях с немецкими захватчиками, за овладение городом Люблин и проявленные при этом доблесть и мужество она была награждена орденом Красного Знамени (9.8.1944), а за овладение городами Сохачев, Скерневице, Лович — орденом Суворова 2-й ст. (19.2.1945).
В мае 1945 года командир 14-й гвардейской Мозырской кавалерийской дивизии Краснознаменной, ордена Суворова дивизии генерал-майор Коблов был представлен к званию Герой Советского Союза, но по решению вышестоящего командования награждён орденом Суворова I степени, став одним из четырех командиров дивизии в Советской Армии награждённых в виде исключения 1-й степенью этого ордена.
За время войны комдив Коблов был восемь раз персонально упомянут в благодарственных в приказах Верховного Главнокомандующего.

### Послевоенное время
После войны до января 1946 года продолжал командовать 14-й гвардейской кавалерийской дивизией, затем состоял в распоряжении командующего кавалерией Красной армии.
В августе 1946 года был прикомандирован к Военной академии им. М. Ф. Фрунзе для использования на преподавательской работе. С ноября 1947 года исполнял должность старшего преподавателя по оперативно-тактической подготовке — тактического руководителя учебной группы основного факультета, с апреля 1948 года — заместителя начальника кафедры кавалерии.
В декабре 1949 года назначен заместителем командира 2-й гвардейской отдельной стрелковой бригады КВО.
С апреля 1951 года исполнял должность заместителя начальника по учебной части — начальника учебного отдела Объединенных курсов усовершенствования офицерского состава округа.
8 февраля 1958 года генерал-майор Коблов уволен в отставку по болезни.
Умер 11 октября 1988 года, похоронен в Москве на Новодевичьем кладбище.

### Семья
Была родная сестра — Жарова Анна Петровна.

## Награды и звания
СССР
- орден Ленина (21.02.1945)[7]
- пять орденов Красного Знамени (14.02.1943[8], 26.10.1943[9], 06.08.1944[10], 03.11.1944[7], 15.11.1950[7])
- орден Суворова I степени (29.05.1945)[11]
- орден Суворова II степени (06.04.1945)[12]
- орден Кутузова II степени (23.08.1944)[13]
- орден Отечественной войны I степени (06.04.1985)[14]
- орден Красной Звезды (19.10.1938)[10]

медали в том числе:
- - «За боевые заслуги» (28.10.1967)[15]
  - «XX лет Рабоче-Крестьянской Красной Армии» (1938)
  - «За оборону Москвы»
  - «За оборону Сталинграда»
  - «За победу над Германией в Великой Отечественной войне 1941—1945 гг.»
  - «За взятие Берлина»
  - «За освобождение Варшавы»
  - «Ветеран Вооружённых Сил СССР»
- знак «50 лет пребывания в КПСС»

Приказы (благодарности) Верховного Главнокомандующего в которых отмечен Г. П. Коблов
- За овладение городом и крупным железнодорожным узлом Люблин — важным опорным пунктом обороны немцев, прикрывающим пути на Варшаву. 24 июля 1944 года. № 148.
- За овладение крупнейшим промышленным центром Польши городом Лодзь и городами Кутно, Томашув (Томашов), Гостынин и Ленчица — важными узлами коммуникаций и опорными пунктами обороны немцев. 19 января 1945 года. № 233
- За овладение штурмом городом Калиш — важным узлом коммуникаций и сильным опорным пунктом обороны немцев на бреславском направлении. 24 января 1945 года. № 250.
- За овладение городами Дейч-Кроне и Меркиш-Фридлянд — важными узлами коммуникаций и сильными опорными пунктами обороны немцев в Померании. 11 февраля 1945 года. № 274.
- За овладение городами Бервальде, Темпельбург, Фалькенбург, Драмбург, Вангерин, Лабес, Фрайенвальде, Шифельбайн, Регенвальде и Керлин — важными узлами коммуникаций и сильными опорными пунктами обороны немцев в Померании. 4 марта 1945 года. № 288
- За овладение городами Бельгард, Трептов, Грайфенберг, Каммин, Гюльцов, Плате — важными узлами коммуникаций и сильными опорными пунктами обороны немцев в Западной Померании. 6 марта 1945 года. № 292.
- За соединение северо-западнее Потсдама с войсками 1-го Украинского фронта, завершение полного окружения Берлина и овладение городами Науен, Эльшталь, Рорбек, Марквардт. 25 апреля 1945 года. № 342.
- За овладение городами Ратенов, Шпандау, Потсдам — важными узлами дорог и мощными опорными пунктами обороны немцев в Центральной Германии. 27 апреля 1945 года. № 347.

Других государств:
- кавалер рыцарского ордена «Виртути Милитари»
- медаль «За Варшаву 1939—1945»
- медаль «За Одру, Нису и Балтику»

## Почётный гражданин
- - города Мозырь Гомельской области (с 12 января 1974 года)
  - посёлка Лельчицы Гомельской области

## Память
- В посёлке Лельчицы Гомельской области именем генерала Коблова названа улица.